# 2019年英國休閉議會爭議

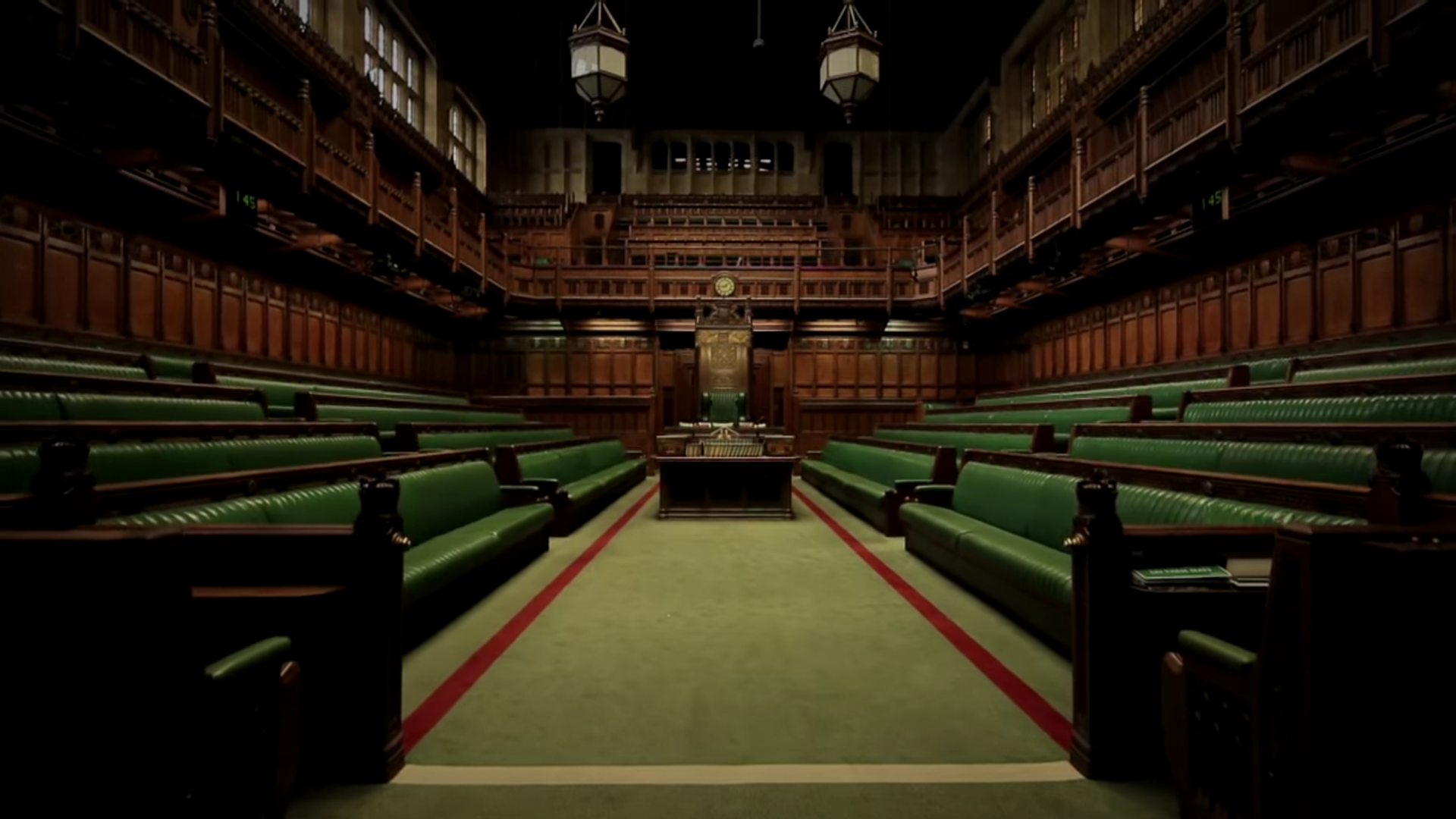
英國下議院議事廳

2019年8月28日，伊利沙伯二世在保守黨首相建議下，下令英國國會在同年9月10日開始休閉議會（英語：Prorogation in the United Kingdom；又譯），直至10月14日的國會開幕大典。由於休會長達五星期，而且復會日期距離英國脫離歐盟限期（即2019年10月31日）僅相距17日，因而有大量在野黨政治人物和政治評論員批評政府意圖令國會無法仔細審議脫歐方案，做法極具爭議且甚至違反憲法。鮑里斯·強森及政府解釋休會純屬慣例，容讓新任首相和新一屆政府制定新的立法議程。
2019年9月上旬，英格蘭及威爾斯高等法院法官裁定休會乃政治決定，不得司法覆核。而由英格蘭及蘇格蘭原訟法庭高等民事法院初審庭審理的另一案件，亦有同樣裁決。但蘇格蘭高等民事法院複審庭推翻初審庭的判決，裁定休會是可訟和不合法的。為了解決法院之間的判決差異，兩宗案件均上訴至英國最高法院。最高法院在9月24日就女王（米勒）訴首相及車麗訴蘇格蘭法律事務專員頒下終極裁決，一致裁定休會是可訟和不合法。有鑑於此，命令國會休會的樞密令被撤銷，而休會則屬「無效」。因此最終實際的休會期為9月10日至同月24日。
國會在9月25日復會，下議院議事錄刪去了開幕大典，議程則回復至休會前的情況。再下一次的休會在10月8日開始，只是為期六日。

## 背景
休閉議會象徵著一個國會會期的終結，也代表國會會期之間的時間空檔。休會期間，上下兩院和轄下委員會都不會召開會議，所有議案、未回應的質詢和未御准的法案都會自動失效，除非該法案獲得「延續動議」而可以在下一會期恢復上一會期結束前的程序。休會屬於皇家特權，在樞密院建議女王下，由女王陛下會同樞密院下達樞密令生效。當樞密院向兩院宣讀皇家宣言後，休會命令就正式生效，國會只會在開幕大典後才會復會。「休閉議會」（prorogation）與和「休假期」不同，後兩者只是短暫暫停國會會議，而非中止所有議會議程。「休閉議會」亦與「解散議會」不一樣，後者代表所有議員放棄議席，但前者不一定。自1854年起，休會的決定就落在樞密院國會專員身上。

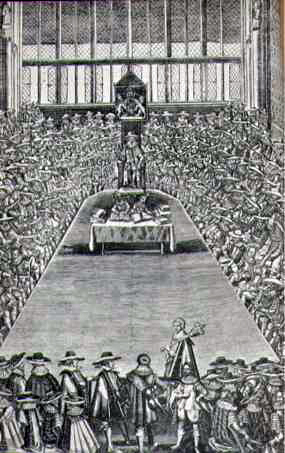
長期議會能不斷持續下去，乃因國會自行阻止休閉議會。

縱觀歷史，休閉議會實屬常態。舊時英國君主通常只會在要審議皇家稅項時召開國會會議，待國會通過後就會休會。到後來，休會成為君主阻撓國會議論皇家事務的手段，其中伊利沙伯一世就在1578年下令休會，避免公眾評論她與安茹公爵法蘭索瓦的戀情。查理一世的皇命成為休會常態的轉捩點，當時國會反對皇家徵稅並因此宣讀權利請願書，觸怒國王。英國君主及後下令休閉他的第三屆議會，當時任下議院議長莊·傅顯治宣布休會時，怒髮衝冠的議員們阻止他離席，且通過多項譴責國王濫權的動議。正式休會過後，查理一世展開十一年的獨裁專政時期，更在1638年頒令關閉蘇格蘭議會，到2年後才短暫復會以通過更多稅項。同年，英國國王召開第三屆國會第二次會議，即後世稱之為的長期議會，會議上議員通過禁止在未得國會同意下休閉國會，因此國會持續了超過20年，見證了內戰和皇位懸空。長期議會期間出現過兩個平行議會，先是1648年被肅清後的殘缺議會，繼而是1653年奧列華·恭維爾召開的小圈子議會。兩個平行議會相繼被解散後，長期議會最終迎來了皇朝的復辟。
十八世紀之後，休會依然繼續發生，但相對無前一世紀般太大爭議。1774年魁北克法令通過後，佐治三世在首相駱富勳爵建議下休閉國會，成為美國革命的一個導火線；1831年，下議院否決擴大選舉權的第一次改革法令，及後威廉四世下令休會，觸發貴族眾怒；1948年，首相克萊門特·艾德禮短暫召開新會期，十日後提請休會。會期並無實際意義，只是為了加快通過1949年國會法；1997年，首相馬卓安在收錢問問題醜聞報告出台前，建議休會並提前大選。
2008年的加拿大休閉國會堪稱近年最受爭議的一次，時任少數派保守黨政府的總理史提芬·哈珀在公佈預算案前夕，提請總督莊美楷休閉國會，但在野的自由黨和新民主黨聯同魁人政團正準備提出不信任動議，希望保守黨政府倒閣。休會令不信任動議被逼押後，又因為自由黨改變立場，而令哈珀成功逃過下台厄運。到2009年下旬，哈珀重施故技，再次建議莊總督下令休閉國會至2010年冬奧之後，當時國會正深入查證阿富汗被捕者被虐事件中總理的角色。同樣涉及動用皇家權力去解決國會僵局的，還有1975年的澳洲憲政危機，時任總督莊·卡爾史無前例地將總理魏德倫革職，任命掌控參議院過半數的反對黨領袖弗雷澤為新任總理，由工黨控制的眾議院通過弗雷澤的不信任動議，但卡爾決定雙重解散國會、提前大選，最終魏德倫無法凱旋歸來。

## 先兆

### 文翠珊任內
2017年大選之後的6月13日，新一個國會會期正式展開。文翠珊領導的執政保守黨因為失去過半數，而在施政上處處遭受制肘。到2019年初，休閉國會的提議開始浮現，主因是國會會期長達近兩年，實屬罕見。2010年以前的會期一般在10月開始，翌年9月結束。提早大選則會令前一個會期縮短，之後的一個會期延長。2011年的定期國會法生效後，英國君主解散國會的權力被廢除，而會期一般定於五月開始。2017年6月，政府宣布當其時的會期將會歷時兩年，容讓國會更仔細審議脫歐法案。另外英國脫歐後，欧盟法律將不再適用於英國，因此延長會期能夠給予足夠時間決定是否廢除或修訂部分法律。2019年5月7日，17至19年度國會會期正式成為長期議會後的最長。
脫歐協議首次被國會否決後，政府打算第二次遞交協議進行表決。但負責解讀議事常規的《埃斯金·梅》一書則指出，若果國會已在實質的基礎上否決某事項的話，該事項則不能在同一會期中再動議。因此，休閉議會的計劃首次浮現。不過在2019年3月12日，下議院議長白高漢還是容許了第二次有意義表決，今次的同意率比上次高，但依然不過半數。3月18日，白高漢表示第三次表決的脫歐協議議案必定不能與上兩次「實際上一樣」，到3月27日再次告誡政府。兩日後，下議院第三次表決脫歐協議，但今次沒有關乎英歐未來關係的「政治宣言」，最終都是被否決。
與此同時，英國脫離歐洲聯盟的限期由2019年3月29日押後至4月12日。無協議脫歐的支持者建議透過休閉議會，確保英國能預期脫歐，而毋須國會批准協議、或尋求延長脫歐限期、或撤銷引用里斯本條約第50條。休會也會避免針對政府的不信任動議和提前大選動議。傳言越滾越熾熱，促使國會先是表決反對無協議脫歐，反對派議員繼而奪取立法議程的控制權，及後又通過俗稱「顧利氏議案」的2019年歐洲聯盟（脫離）法令，命令政府要尋求延長脫歐談判期。歐盟高峰會之後同意再押後脫歐至2019年10月31日，歐洲議會的英國選區選舉也不得不繼續進行。
保守黨在歐洲議會選舉中慘敗，排在脫歐黨、自由民主黨、工黨和綠黨之後的第五位。及後文翠珊推動第四次表決脫歐協議，今次包括第二次脫歐公投計劃，但黨內倒戈浪潮還要更激烈，逼使她在5月24日宣布請辭，七月選出新任保守黨黨魁。在此交接期期間，在野黨議員質疑新任首相會否用休會技倆，來減少議會審議脫歐政策的時間，其中一個保守黨黨魁候選人藍韜文拒絕排除其可能性。白高漢回應指「國會不會在此重要議題的決策過程中心階段撤離」，他補充道「聲明已說得極其明顯而毋須再解釋」，對於要說得這麼清楚感到沮喪。

### 鮑里斯·強森任內
鮮明反對當前脫歐協議的鮑里斯·強森在2019年7月23日當選保守黨黨魁，翌日問鼎相位。他提出英國必須要在10月31日離開歐盟的「不脫歐毋寧死」戰略，競選團隊認為休閉議會是達致目標的其中一個可行方案。但在他就任前，反對派議員率先在7月18日通過2019年北愛爾蘭（組成行政委員會等）法令，由於法令要求政府向國會提交報告，而國會就算休會也需要就報告進行辯論，因此下令10月下旬休會實際上變得不可能。7月25日，曾在擔任後座議員期間暗示可能會休會的新任下議院領袖李思銘，表示政府視具政治目的的休閉議會為「古舊機制」。作為新政府的一員，他需履行內閣集體負責制，他因而認為政府不會動用休會制度。
國會暑假循例休會期間，外界認為休閉議會仍然有機會出現。白高漢在愛丁堡國際藝穗節期間表示「會用盡最後一口氣」阻止國會被關閉，強調國會召開會議和辯論議題的權利是不容侵犯。8月27日，超過150名跨黨派反對派議員簽署《教堂大樓宣言》，承諾會「採取一切必要行動」阻止休會。反對派議員又提出在政黨秋季大會召開會議，2019年的大會季節由9月14日的自民黨大會開始，至10月2日的保守黨大會結束收結。

## 經過

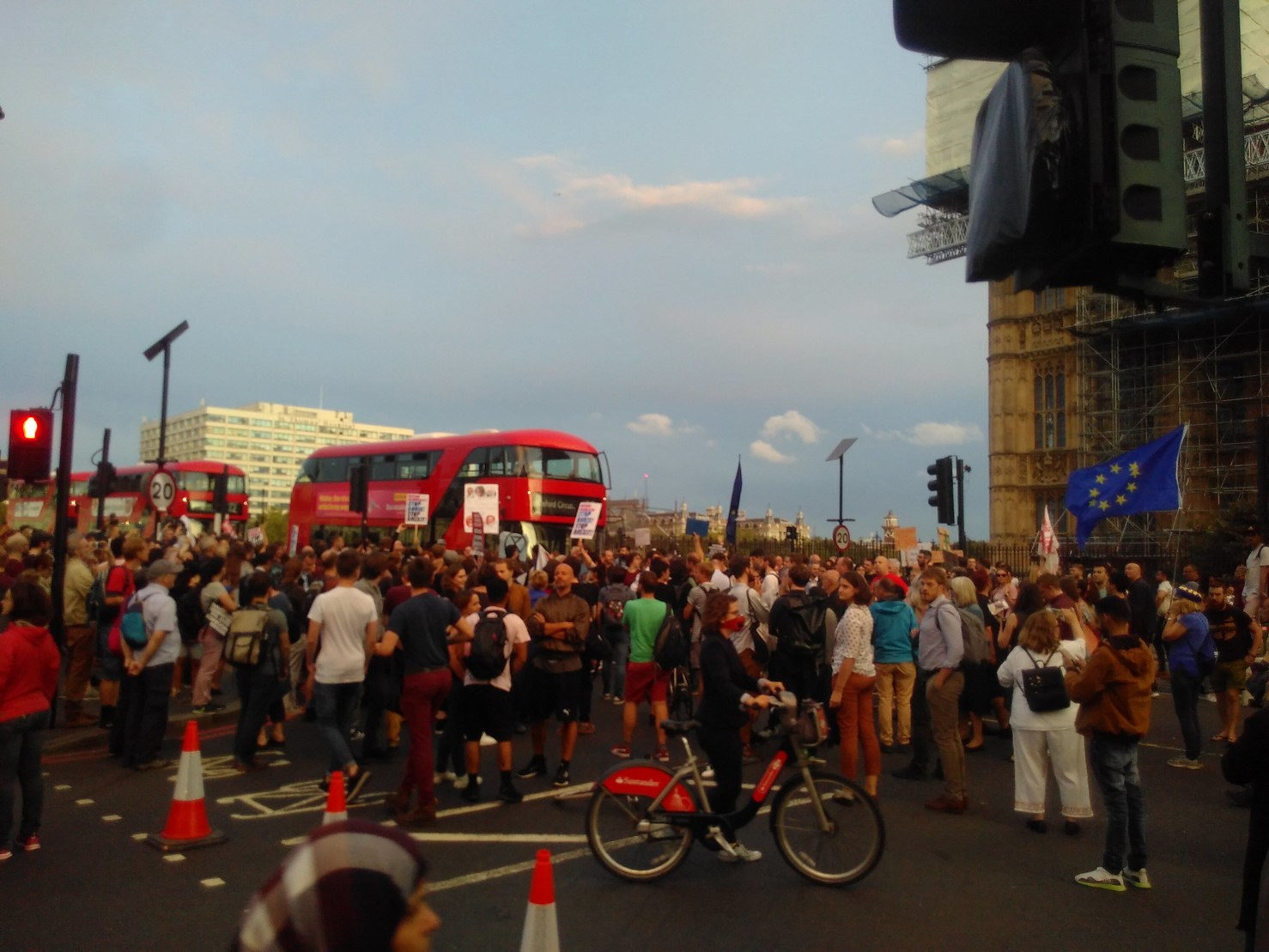
示威者在2019年8月28日封鎖西敏橋

有報導指在8月14日至24日期間，鮑里斯·強森曾諮詢律政司郝思賢 QC 有關休會的法律意見，而休會暫定在9月3日至10月17日，即介乎暑假後復會到歐盟高峰會會議。8月28日，李思銘以樞密院議長身份召開樞密院小型會議，與會者有首席黨鞭施炳森、上議院領袖寶園的歐樂怡女男爵，以及身處巴摩拉城堡行宮的女王。女王及後准許在9月第二個星期（9月9日至12日）起休閉議會，直至10月14日的國會開幕大典，歷時五個星期。
如此悠長的休會可謂史無前例的，因為自1979年起，國會都未曾休會超過三星期，而且通常只少於一個星期。白高漢形容是特意「阻止國會審議脫歐」的「憲制暴行」。反對派議員都明確反對休會，蘇格蘭民族黨的蘇格蘭首席部長施雅晴形容鮑里斯·強森是「不值被尊重的獨裁者」、工黨的威爾斯首席部長翟景輝認為鮑里斯·強森打算「關上民主大門」、自民黨黨魁施詠淳批評休會是一個「危險且不可接受的做法」。而決定公佈後數個小時，多個主要城市都爆發示威，其中國會外也有「制止政變」示威，主辦方宣稱有數千人出席。
不過執政黨維護政府的舉動，保守黨主席祈維利表示休會是「每個新政府都會做的事」、民主統一黨的北愛爾蘭首席部長范愛玲歡迎休會的決定，容許他們檢視和政府達成的信任供給協議。大西洋的另一邊，美國總統唐納·川普在推特恭賀鮑里斯·強森阻止了一場不信任動議。

### 失去有效多數
9月3日，國會暑假後復會。反對無協議脫歐的保守黨議員利凱輝緊急動議尋求押後脫歐至10月31日之後。議案又容許後座議員控制翌日的立法議程，期望在當日內通過有關脫歐的國會法令，議案在21名保守黨議員倒戈支持下獲通過。該廿一人亦因此被驅逐出黨，加上保守黨的李菲臘叛投自民黨，鮑里斯·強森政府僅僅在復會後第二日就失去有效多數，意味施政近乎會被癱瘓。英廷及後在上議院發動拉布，阻止法令在休會前獲通過，但最終放棄，而法令在9月6日獲上議院同意，三日後御准生效。
縱然法令成法後，首相仍然強調會帶領英國在10月31日離開歐盟，外界質疑他的言論形同藐視法庭，有機會被革職甚至淪為階下囚。政府又先後在9月6號和9號兩度試圖提前大選但都不果，在野黨指責提前大選等同阻撓國會審案和讓無協議脫歐得以成事，與休閉議會無異。9月9日，下議院以311對302票通過恭請聖訓，下令政府在48小時內交出首相府內所有與休會有關的通訊文件，以及預備硬脫歐的黃鵐行動的一切檔案。西敏宮之後也辯論兩項網上請願，分別是獲得10萬個簽名的支持休會聯署，以及收集到170萬個簽名的反對休會請願。白高漢同日宣布辭任下議院議長，10月31日生效。當時有傳保守黨將違背慣例，派人在下屆大選挑戰其議席。辭呈觸發議長選舉，但由於政府不過半數而難以選出較為對政府友善的繼任人。

### 頒佈休會令
多名議員：不。
議長：黑杖，我尊重你以及你要說的話，我亦認可女王陛下特派專員期望我們出席。他們正在做他們認為對的事，而我也認可我在我此事上的角色……（被打斷）請稍等，我不理會你喜歡與否……（被打斷）不，若果人有基本的容忍和禮貌去聆聽的話，我會更加高興。就如我建議其他人般，他們會知道我對於做好自己感到非常快樂，但我需要表明今次並非一次標準或普通的議會休閉……（被打斷）史提芬遜先生，我不需要你的任何協助，你不會知道在此事上從何入手勸告我……（被打斷）我不需要你回應，年輕人。走吧，你不會被記掛的。
　　若果人們有禮貌地聆聽的話，我已經表明我會盡我本份，但他們沒有。不過，今次不是一次正常的議會休閉，不是一向慣例的，不是標準的。這是數十年來最長的一次休會，而此代表－不僅是很多同事，也是外面眾多民眾的想法－是一則行政命令。我頗明白的，我也表示我尊重正履行職責的黑杖。女王陛下的特派專員正履行職責，我也會盡我本份。我完全明白……（被打斷）司徒特先生，此非混亂情況，我不需要你的意見，你才是混亂專家啊先生。我完全明白為何大批議員安坐自己的位上，司徒特先生若你不喜歡的話，你完全有權發表你的觀點，但我根本不會理會你的觀點而已……（被打斷）確實非常感謝大家。
議長及議員們前往上院傾聽女王陛下特派專員恭讀諭旨畢。回到議事廳後，議長站在秘書桌前。
御准
議長：就像你們，我感覺這裡更像家。
杜勤泰議員：那麼你會否接受封爵呢？
9月10日凌晨1點多，黑杖傳令女官莎拉·克拉克進入下議院議事廳，通知下議院議員到貴族院出席休會典禮。現場的在野黨議員隨即不滿起哄，部分更高舉「被滅聲」標語和包圍議長。白高漢在席上稱是次休會程序是非普通的「行政命令」，但自己需做好本份，及後前赴上院。保守黨議員緊隨其後離開時，遭到在野黨派議員報以噓聲和大喊「你們真可恥」。反對派的上下議員均杯葛休會典禮，其中包括身兼樞密院成員的影子上議院領袖巴兆敦的施安琪女男爵和上議院自民黨黨團領袖廖禮卓勳爵，令到典禮只有三名而非五名樞密院成員現身，同場也只有16名上議員（13名保守黨籍、2名中立、1名靈職）。休會典禮歷時數分鐘，白高漢獨自返回下議院議事廳時，獲得在野黨議員歡呼。他宣讀休會通知後，國會正式休會，為長達341日的國會會期正式畫上句號。2017-2019會期內共計有52項法案通過成法，包括8項與脫歐相關、6項預算法案、9項與北愛爾蘭行政委員會倒台有關。3項法案得以延續至下個會期審議，但涉及貿易、漁業、虐畜、離婚、家庭暴力等12項法案則要中止審議程序。休會亦取消原定在9月11日舉行的首相及聯絡委員會委員會面。

樞密院國會特派專員
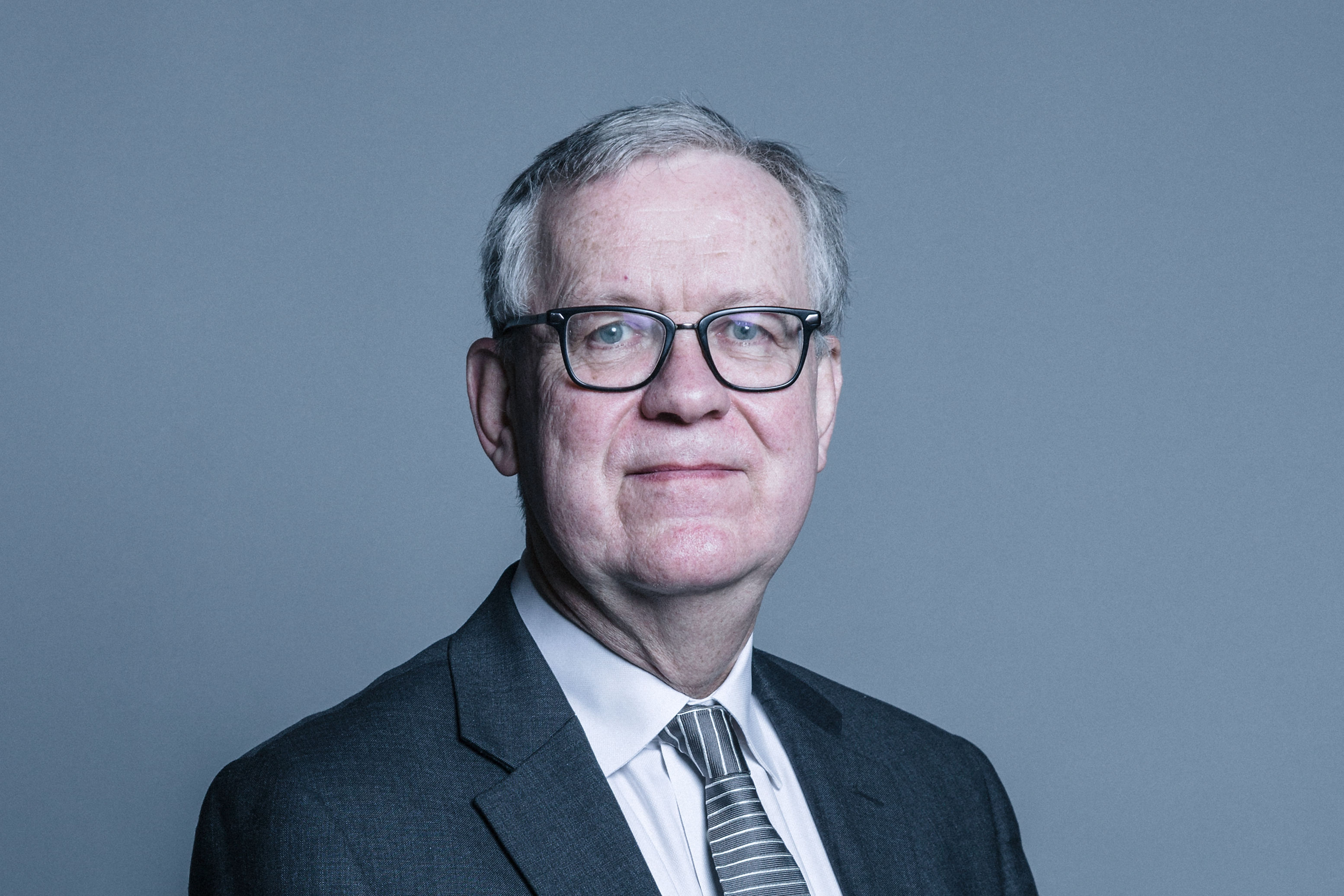
廖禮卓勳爵（英语：Richard Newby, Baron Newby） （自民黨，杯葛）
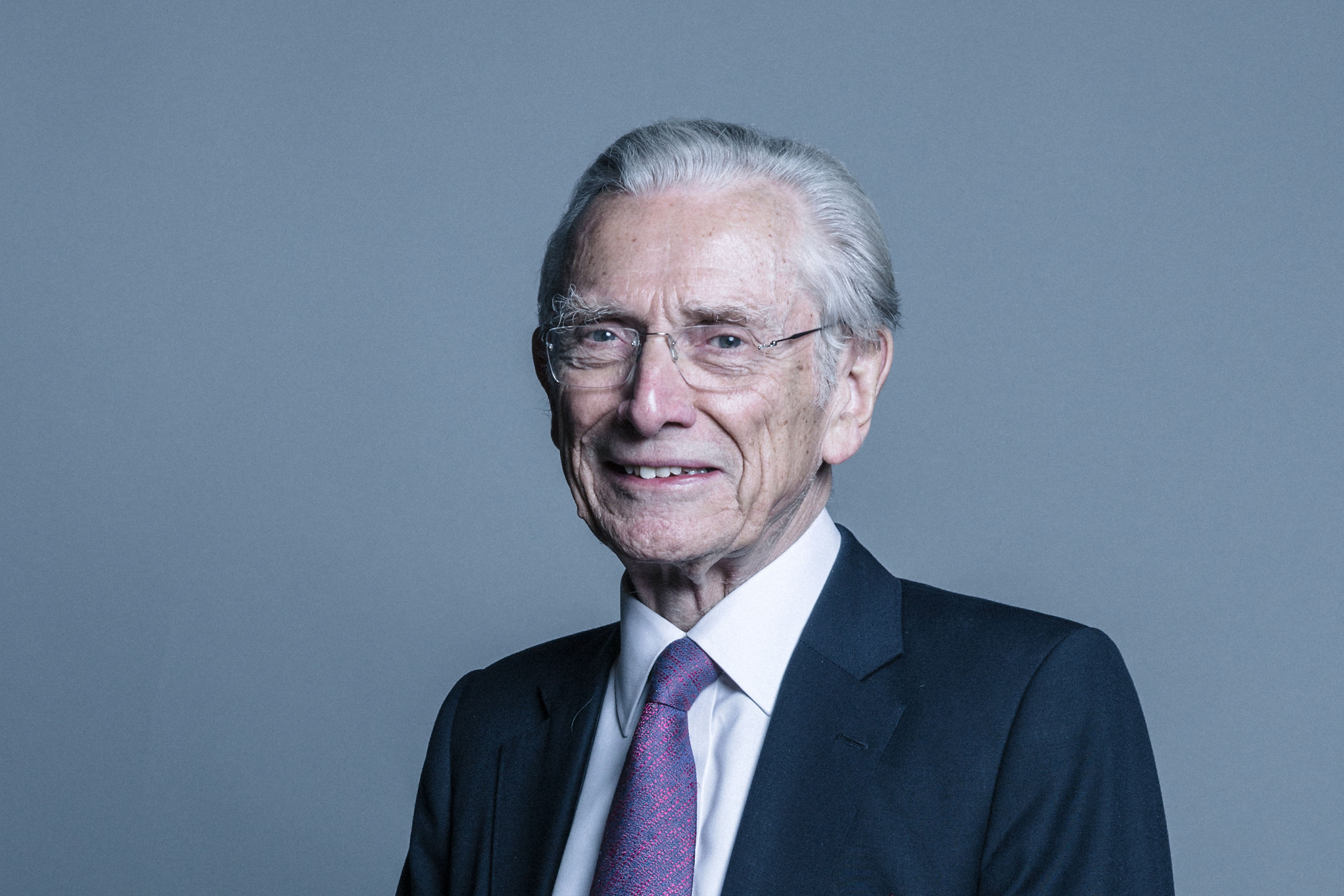
范敖林勳爵 （上議院議長，無黨籍）
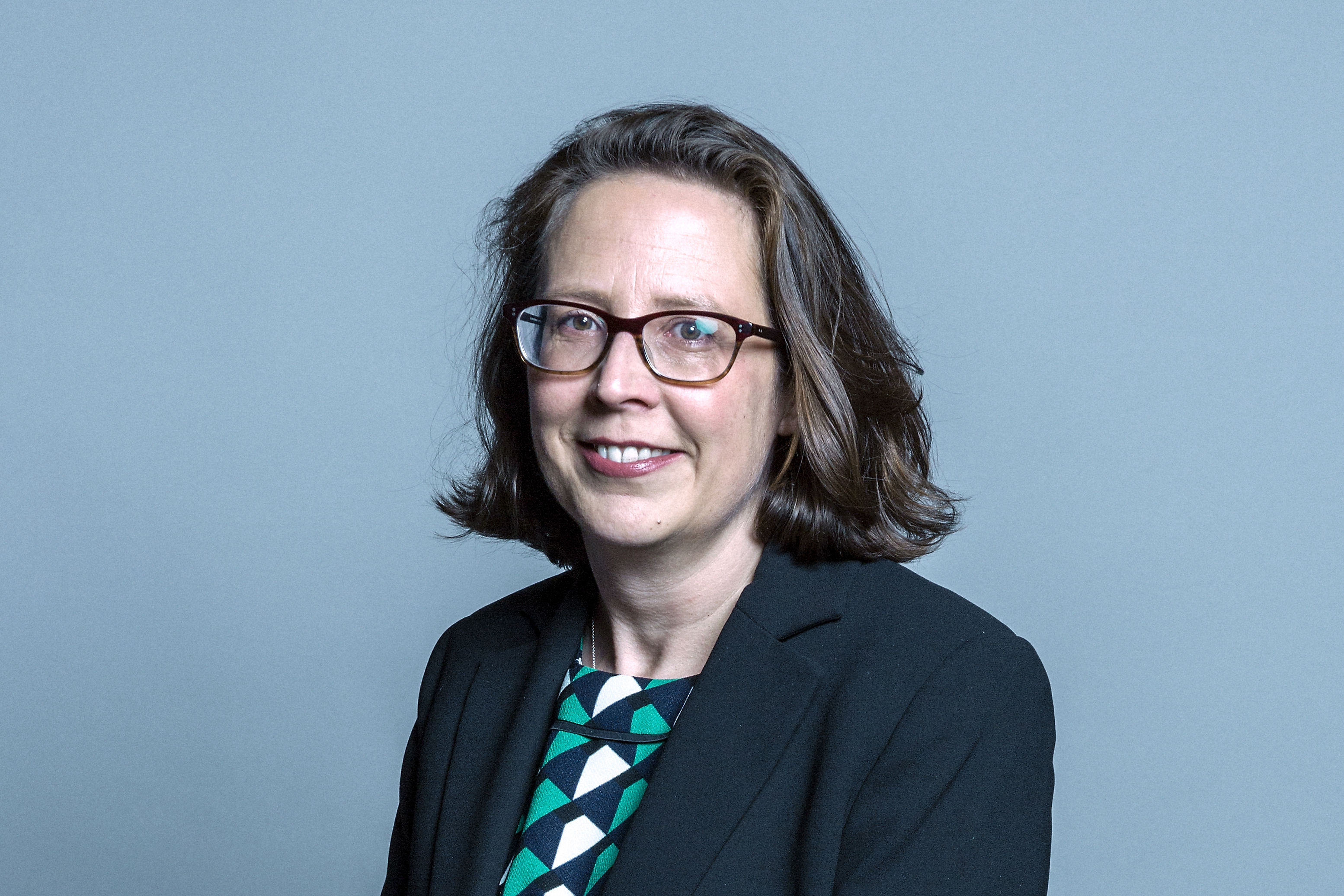
寶園的歐樂怡女男爵 （上議院領袖，保守黨）
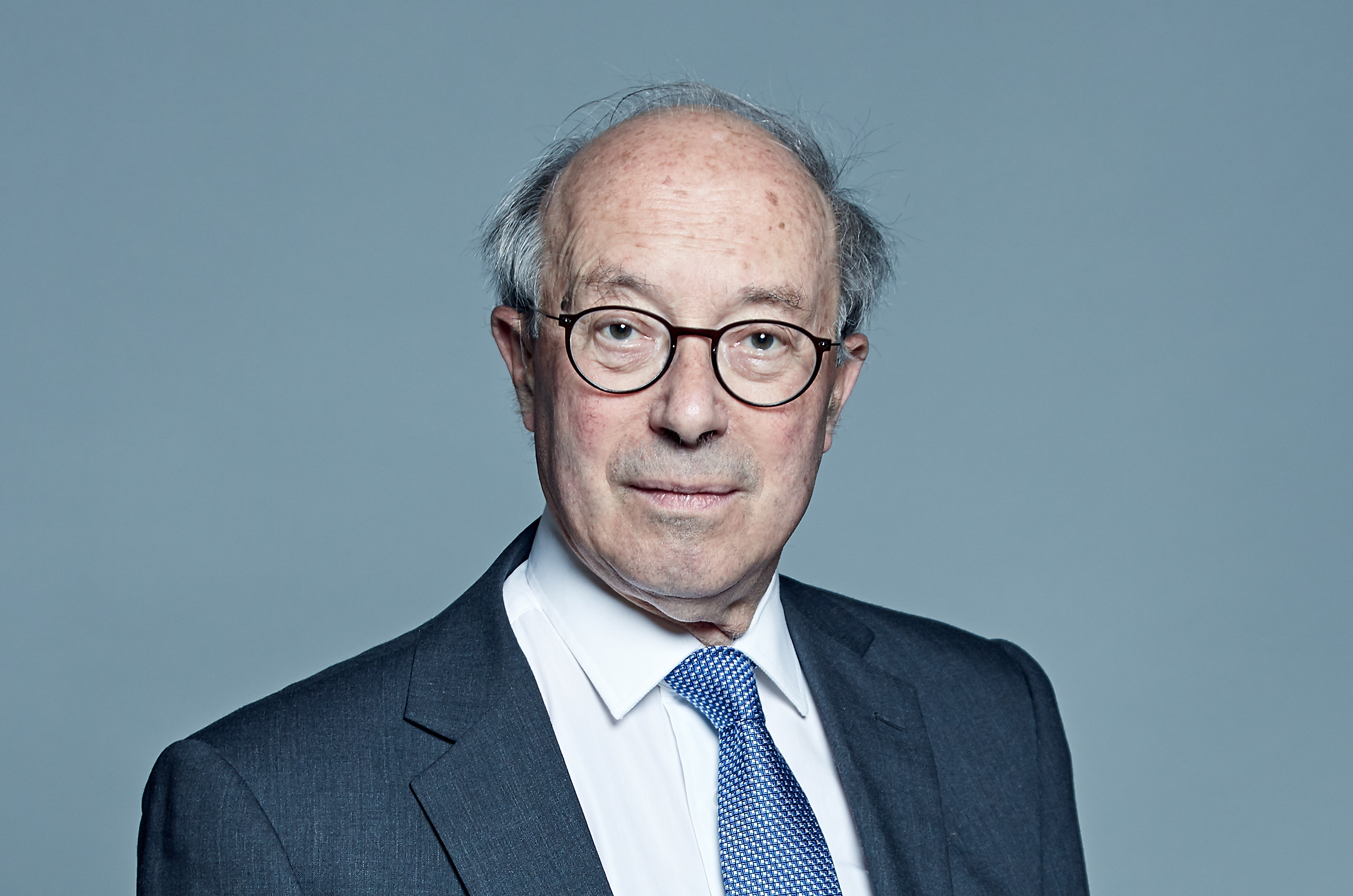
紀黑德的賀德偉勳爵（英语：David Hope, Baron Hope of Craighead） QC （中立議員召集人，無黨籍）
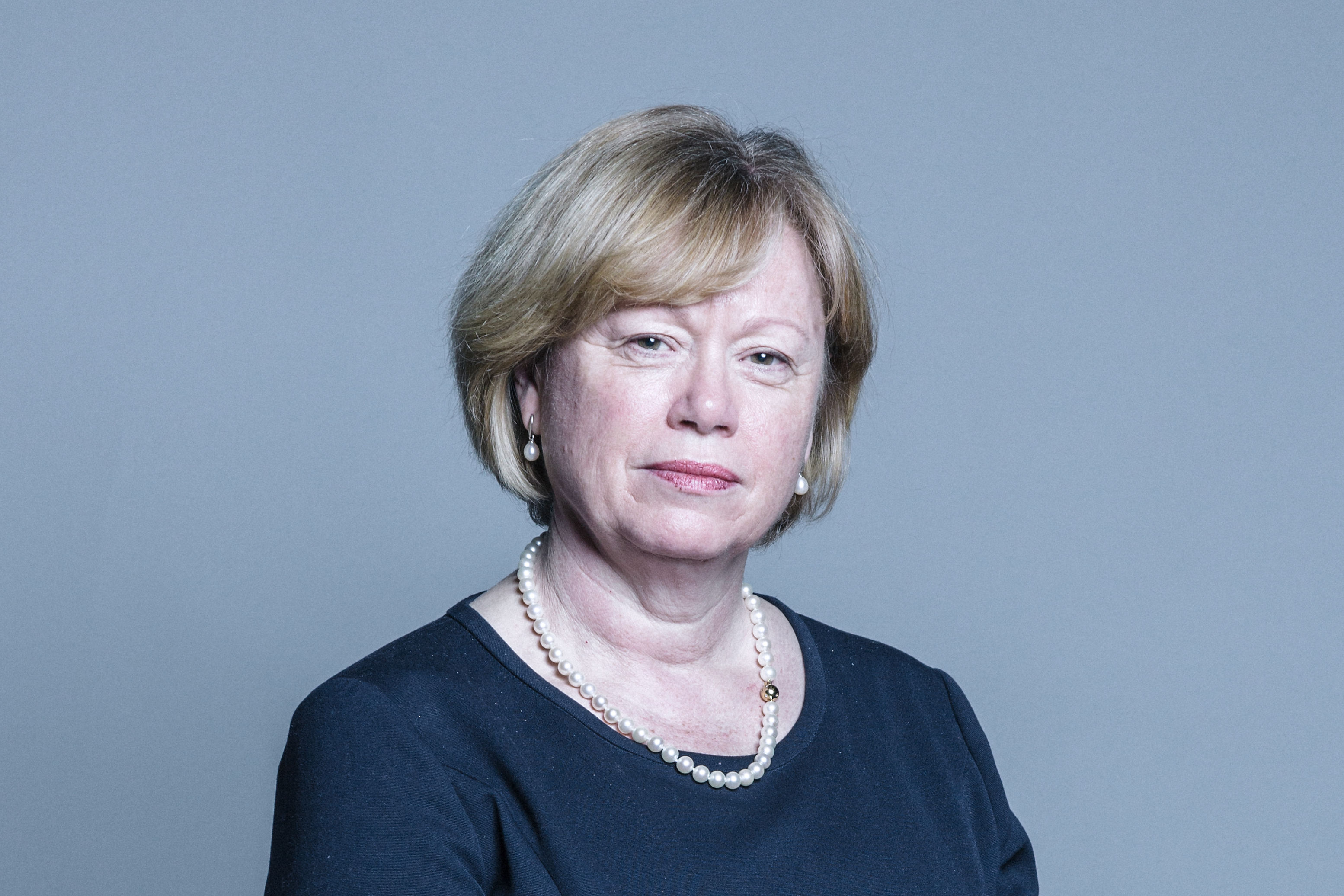
巴兆敦的施安琪女男爵（英语：Angela Smith, Baroness Smith of Basildon） （影子上議院領袖，工黨，杯葛）

## 各地法院判決
由蘇民黨司法發言人祖安娜·車麗 QC MP 和反對脫歐的祖利昂·蒙 QC 領導的78名國會議員早在8月的暑假休會期間，就入稟愛丁堡的蘇格蘭高等民事法院原訟庭，要求裁定政府休會阻止國會仔細審議的命令是違憲和非法。法庭之後加快處理是次司法覆核。
當局在8月28日宣佈休會後，車麗馬上入稟申請頒下休會臨時禁止令。曾成功挑戰政府動用皇家特權的支娜·米勒同日亦緊急入稟倫敦的英格蘭及威爾斯高等法院，再次申請司法覆核挑戰政府能否動用特權。另外，利文·麥郝也入稟貝爾法斯特的北愛爾蘭高等法院，起訴政府違反貝爾法斯特協議。8月30日，原訟法庭的杜許迪勳爵認為「無逼切需要」，駁回蘇格蘭的臨時禁制令申請。
蘇格蘭民事高院在9月3日開庭召開司法覆核聆訊，聽取控方理據。代表控方的愛丹·奧尼爾 QC 表示，起初英廷解釋休會純粹是技術舉動，但新證據顯示鮑里斯·強森在8月15日簽署備忘予特別顧問妮基·德郭士打和甘明思，同意政府與皇室磋商休會事宜。強森又形容九月的短期會期是「無意義且繁瑣」，讓國會議員「賺錢糊口」。奧尼爾認為政府有誤導法院之嫌。訴訟期間，政府並無附上證人陳述書作抗辯，法律評論員大衛·艾倫·格林認為此很像福爾摩斯的「深夜小狗神秘事件」故事般。
9月4日，杜許迪裁定休會事宜是不可訟的，控方即時上訴至複審庭。兩日後，英格蘭高院亦裁定米勒案件是不可訴訟。9月11日，由布狄勳爵、容湛文勳爵和蘇格蘭高等民事法院院長卡路維勳爵組成的上訴庭，一致裁定休會決定是不合法的。上訴庭認為首相的動機是「以不正當手段妨礙國會」，實際上「誤導女王」，宣判政府動用的皇家特權「無效」。到9月12日，北愛高院裁定麥郝案件中除休會事宜外的其他範疇為不可訴訟，至於休會事宜則因為英蘇兩院已有判決而未有頒下判詞。
由於英格蘭和蘇格蘭的法院裁決有明顯差異，米勒案和車麗案均上訴至英国最高法院。

## 休會政治事件
蘇格蘭民事高院上訴庭頒下判決後，反對派議員要求國會在當日下午馬上復會，部分議員更加重返議事廳作抗議。首相府據報曾稱請願者「特意選了蘇格蘭法庭」，指責法庭偏頗，令公眾回憶起2016年的米勒案。事源政府敗訴後，《每日郵報》以「人民公敵」抨擊法官，時任大法官卓慧思被批評未能捍衛司法獨立。為釋除公眾疑慮，大法官白樂彬 QC 重申會捍衛法治，首相辦公室亦發聲明維護法官的公正性。當日下午，國務大臣關浩霆接受安德魯·尼爾採訪時發表「很多人認為法官有偏見」言論，再次引起熱議。

### 黃鵐行動
9月12日黃昏，政府在「恭請聖訓」限期前公開黃鵐行動文件摘要，但未有發表所有文件或與休會有關的通訊文件，辯稱是要保護公務員享有的私隱合法權。外界質疑政府拒絕依從具法律效力的動議，有機會觸犯藐視國會罪行，而且並非第一次。在2018年12月，文翠珊政府拒絕公開與脫歐協議相關的全數法律顧問，促使國會通過修例，令法律專業特權不再是藐視罪的辯護理由。
政府公開的部分黃鵐行動文件談及無協議脫歐有機會打斷食物、燃料和藥物的供應，反對派因而要求馬上復會商討文件內容。另外，鮑里斯·強森否認蘇格蘭民事高院的說法，指英格蘭高院的判決證明自己沒有瞞騙和誤導女王。曾在保守黨政府任職律政司的葛偉富 QC MP 認為，一旦最高法院裁定英廷誤導女王，那就代表君臣關係遭受「十分嚴重」的破壞，而鮑里斯·強森將需要馬上請辭。9月15日，《星期日郵報》報導指甘明思在首相特別顧問會議上建議，一旦最高法院裁定休會違法，政府可頒令第二度休會。首相辦公室以「明顯是個笑話」回應有關傳聞。

### 彈劾首相
9月15日，威爾斯黨黨魁亞當·普賴斯認為，若然政府在最高法院敗訴後鮑里斯·強森堅拒請辭，國會應當彈劾其。下議院威爾斯黨黨團領袖莉茲·薩維爾·羅伯茨則指，若政府拒絕延長脫歐談判期或拒絕與他黨協商爭取支持，首相也應當被彈劾。彈劾程序久未動用，亦未曾有閣員和首相因而下台。迄今最後一位被彈劾的是1806年的第一代梅尔维尔子爵亨利·邓达斯；最近一次發動彈劾是在2004年，普賴斯和另外10名下議員動議彈劾時任首相貝理雅，當時是反對派前座議員的鮑里斯·強森也有明確支持彈劾動議，更在《每日电讯报》撰文指控貝理雅「藐視國會和公眾」。被彈劾的人士會被下議院拘捕和檢控，在上議院進行審訊，被定罪的將無權被特赦。

## 最高法院判決

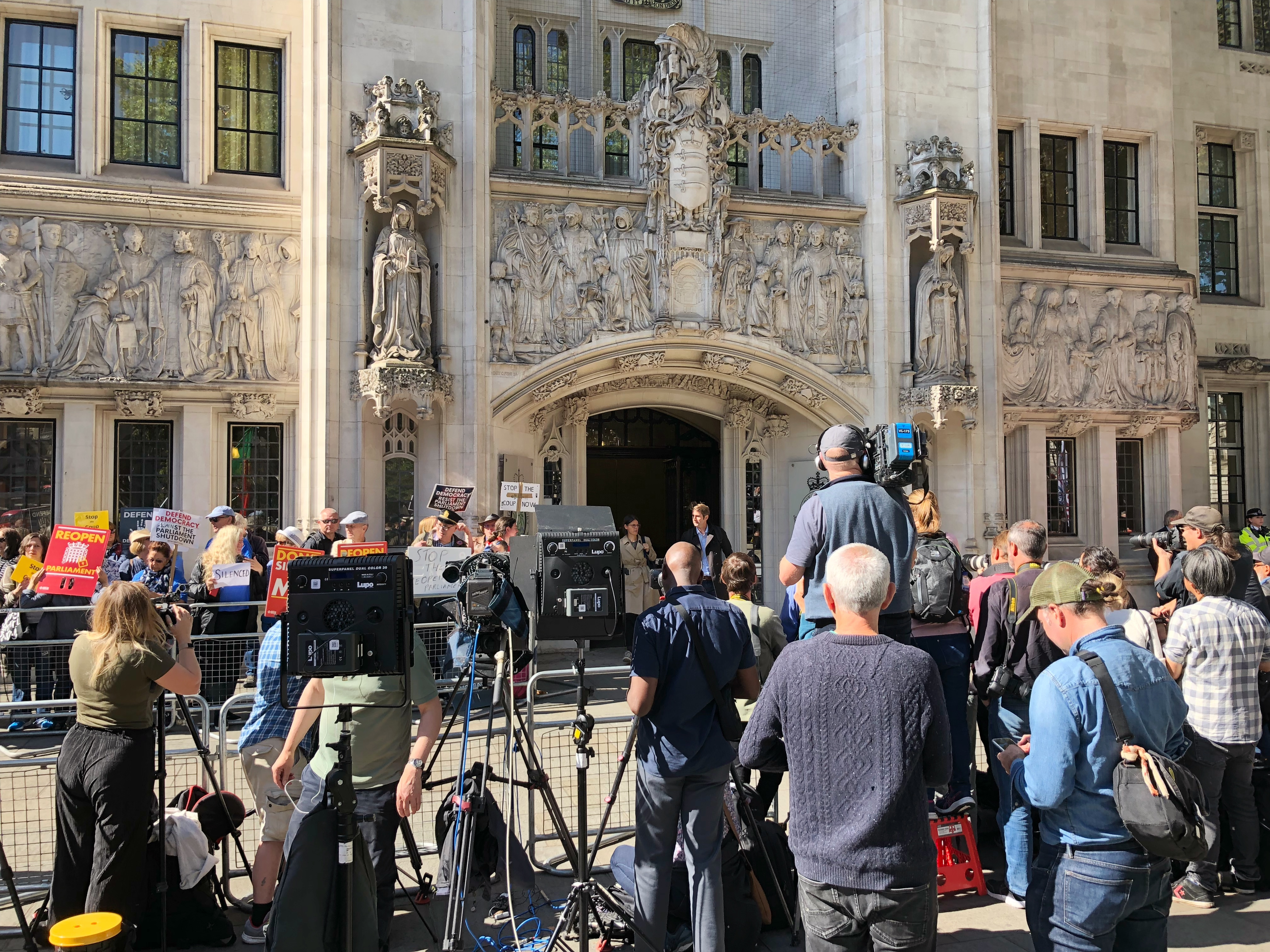
記者和反休會示威者在9月17日於最高法院外聚集

9月17日，英國最高法院召開三日聆訊，處理米勒案和車麗案。法庭又批准未有上訴的麥郝可以口頭介入案件。首日聆訊主要聚焦兩宗案件的初級判決，蘇格蘭法律事務專員堅勳爵指出政府是以政治原因來休閉議會，所以民事高院裁定不屬其司法管轄範圍以內。當被問及鮑里斯·強森會否二度休會時，他未有回應。代表米勒的彭力克 QC 認為有「確鑿證據」證明休會的動機為阻止議員「阻撓」政府的脫歐計劃，而辯方也未能反駁為何反對較短時間的休會。第二日的聆訊聚焦在初級法院判決的勝訴方，代表政府的占士·義迪 QC 認為，當今沒有限制休會權力的立法，由司法機關去「設計一套規則」是不恰當的，但控方的奧尼爾認為縱然舉動不恰當，法院仍然可以裁定休會是否合憲。
最後一日的聆訊聽取介入聆訊的他方陳辭，馬卓安任內的律政專員嘉尼亞勳爵認為休會是政府「渴望在該段時間阻止國會干預首相施政」。代表蘇格蘭政府的蘇格蘭檢察總長占士·禾夫認為休會對國會有「深遠的侵擾性效果」。麥郝的代表律師朗男·黎偉利 QC 認為是次休會被設計成「拖延時間」，不僅逼使英國無協議下脫歐，更會讓愛爾蘭島上出現邊境管制。影子檢察總長莎米·查卡巴蒂在申述書中表示，不受約束的休會權力會「剝奪」國會履行憲制功能。控辯雙方最後作結案陳詞，堅勳爵重申憲制上法院並不具備恰當能力去決定高層次政策，彭力克則要求法庭宣告休會違法，並頒令要求國會復會。
9月24日，最高法院一致裁定休會是可訟和違法，並引用1611年的公告案中，高等法院回應皇家特權是否可訟時，表示法庭可以檢視特權的界限。在本案中，休會特權必須尊重議會主權和民主問責制慣例，又裁定任何休會決定「若無合理理由下，有阻撓或阻止國會履行議會憲制功能的效果」，即屬違法。法庭繼而裁定是次休會的而且確有著上述效果，其合法性並不涉及行政機關的動機是否合法。
最高法院又認為脫歐「根本上影響」英國憲制，在此之前下令休閉議會會對「民主的基礎」造成極大影響，而政府亦沒有提供正當理由，辯解是次休會的長度或影響能夠符合2018年歐洲聯盟（脫離）法令中讓國會仔細審議脫歐協議的條件。有鑑於此，最高法院撤銷是次休會的樞密令，代表休會特權有著「白紙一張」的法律效力，2017至2019年度國會會期也繼續進行。

## 後續

### 法律後果
蘇格蘭民事高院上訴庭頒下判決後，數名反對派國會議員回到下議院議事廳。曾在包圍白高漢期間自拍的議員則發文回應判決。白高漢在學院綠地宣布國會將在翌日（9月25日）早上11點半復會，他表示當日不會舉行每週首相答問環節，但會批准急切質詢和緊急動議。
復會後的白高漢在席上歡迎議員復工，並告知他們下議院議事錄已刪去開幕大典日程，並將「休閉議會」改為「休會待續」，以符合最高法院的裁決。在休會典禮期間表明獲御准的「議會大樓（修復及翻新）法令」也要再次表明。首項的辯論是車麗的急切質詢，她呼籲律政司公開給予鮑里斯·強森的休會法律意見，以免他成為代罪羔羊，郝思賢回應時指他的意見都是真誠的。最高法院頒下終極判詞後，多名保守黨下議員都批評司法不再獨立，其中李思銘更形容法庭策劃「憲制政變」，但郝思賢一直與這些言論保持距離。

### 政治餘波
英國最高法院有判決時，首相鮑里斯·強森正身處紐約市的聯合國大會，準備在當地時間9月25日早上發表講話。首相表示政府雖然不同意最高法院的判決，不過仍然會遵從其，亦不會尋求阻止國會復會，但拒絕排除第二次休會的可能性。堅拒請辭的鮑里斯·強森改為在24號下午發表聯大講話，之後提早返國，預備出席翌日的復會會議。
復會前夕，反對派猛烈抨擊政府和首相。身處白禮頓工黨黨大會的反對黨領袖郝爾彬邀請鮑里斯·強森「考慮他的去向，成為任期最短的首相」；蘇民黨黨魁施雅晴要求首相掛冠，若非則國會應動議不信任政府議案；自民黨黨魁施詠淳批評鮑里斯·強森「並不適合擔任首相」；脫歐黨黨魁法拉奇形容休閉議會是「最錯的政治決定」，呼籲鮑里斯·強森解僱建議休會的甘明思。
9月25日下午，鮑里斯·強森在國會發表復會後首次演說。他認為最高法院「在國家身陷巨大爭議期間宣判一個政治問題是錯誤的」，重申需要提前大選，並歡迎其他黨派動議不信任他的議案。當被問及會否明確排除第二次休閉議會時，鮑里斯·強森再度拒絕。他又強調不會依從他形容為「投降草案」的彭氏法令，不會按法例尋求延長第50條。
強森的強硬態度引起新一波的反對浪潮，在野黨派形容他的詞鋒極具煽動性。工黨的薛寶拉以已故黨友為例，表示很多人每日都收到死亡恐嚇和侮辱，而且用詞經常是鮑里斯·強森提過的「投降」和「出賣」等，呼籲首相以身作則注意言行。首相卻不以為然，回應稱「一生之中從沒聽過如此多的謊話」，結果引起一片譁然、「可恥」聲此起彼落。承繼葛絲議席的翠絲·布禮彬再呼籲首相慎言，但對方拒絕，甚至表示悼念亡者的最佳方法就是「完成脫歐」，激發議事廳內更多憤怒。
9月26日，白高漢表示正考慮下議院院父和院母祁淦禮和夏雅雯提出舉行議長會議的建議，討論當代英國政治文化缺乏穩重端莊的情況，議長又斥責昨晚的議會辯論環節是他當選議員22年來最惡劣的一次。數小時過後，伯明翰逸德利選區工黨議員捷絲·菲臘士表示，她的議辦外一名男子涉嫌擾亂公共秩序被捕，據報他指控菲臘士是法西斯主義分子，又試圖闖入辦公室。鮑里斯·強森接受英國廣播公司訪問時，反對任何暴力行為和威脅，不過拒絕為議會中的激烈措施致歉。
同日，政府提出保守黨舉行三日黨大會期間下議院休假，但以289票對306票否決，成為鮑里斯·強森政府上台後連續第七次的下議院落敗，且未曾贏過一次。由於黨大會與國會會議同期舉行，政府只好在該段期間安排一些不太爭議的法案，包括原定在10月2日辯論，獲跨黨派支持的家庭暴力法案。另外，首相答問環節亦與保守黨黨魁重點演說撞時間，因此改由首席大臣藍韜文代行，反對派則由影子內政大臣艾德雅代表，成為首位站在公文箱前出席詢揆環節的黑人議員。
10月2日，政府宣布新一次休閉議會的計劃，介乎10月8日至14日，為期六日。是次休會令鮑里斯·強森將連續第三個星期缺席週三的詢揆環節。雖然他拜相後僅現身9月4日的首相答問環節，但他已回應累計超過8小時的臨時大臣聲明質詢。第二次休會典禮在10月8日晚上8點舉行，30名下議員跟隨黑杖傳令女官莎拉·克拉克到上議院，期間沒有示威。對比上次的休會典禮，兩位上議院反對派領袖亦有現身，但賀德偉勳爵已卸任中立議員召集人，因而由接替他的澤曙勳爵出席。

### 大選與脫歐
後來政府成功提前大選至同年12月舉行，保守黨的政黨宣言指出新政府將會檢視國會與法院之間的憲政關係和皇家特權的功能。保守黨最終取得80席優勢，終於組成多數派政府。
英國在有協議下於2020年1月31日正式脫離歐盟，及後進入過渡期。鮑里斯·強森希望在此期間再達成雙邊協議，英方談判代表為蘭開斯特公爵領地事務大臣高文浩和大衛·霍薛。COVID-19瘟疫期間，多個反對黨都呼籲政府延長談判期，當中包括蘇民黨的柏家輝、自民黨的戴宏爵士、威爾斯黨的莉茲·薩維爾·羅伯茨、社民工黨的科拉姆·伊斯特伍德、綠黨的卡露麗·盧卡斯和聯盟黨的史提芬·法里，而歐盟首席談判代表米歇爾·巴尼耶表示歐盟對此持開放態度，但指要得到鮑里斯·強森政府同意。

## 備註
1. ↑  休會期間，國會可以按法規召開特別會議，例如當國王駕崩（《1707年皇位繼承法令》）、動員後備軍人（《1996年後備軍隊法令》）、或動用緊急權力（《2004年國內應急法令》）[7]。
2. ↑  樞密院國會專員包括上議院議長、上議院領袖、另外兩大黨的上議院黨領袖和中立貴族召集人。坎特伯雷大主教和大法官雖是當中一員，但通常不會參與事務。[10]
3. ↑  其他時間較長的有紀錄國會會期包括：
  - 為配合2011年的定期國會法，2010至12年會期歷時295日
  - 光荣革命後的1689年臨時議會，歷時250日
  - 因為先後通過多項憲政改革法案，而令1997至98年會期歷時242日
  - 因為辯論馬城條約，而令1992至93年會期歷時240日
  - 首相威廉·格萊斯頓推動通過《愛爾蘭政府法案》，令1893至94年會期歷時226日[19]
4. ↑  該52項法案中，48項獲政府支持的法案在9月4日之前獲通過，2項是後座議員提出的脫歐法案，餘下2項政府法案在9月0日獲御准生效[54][55]。
5. ↑  貿易法案因有待進行乒乓程序而不符延續條件
6. ↑  司法覆核的集體訴訟者有：施詠淳、梅利恩、格蘭特·戴維斯、海威爾·威廉斯、凱蒂·艾倫、安吉拉·史密斯（英语：Angela Smith (South Yorkshire politician)）、韓培德、珍妮·瓊斯、羅卓雅（英语：Janet Royall, Baroness Royall of Blaisdon）、罗伯特·温斯顿、施達圍·胡德（英语：Stewart Wood, Baron Wood of Anfield）、德比·亞柏咸士（英语：Debbie Abrahams）、羅仕安娜·亞里（英语：Rushanara Ali）、湯尼亞·安東尼亞斯（英语：Tonia Antoniazzi）、漢娜·巴杜（英语：Hannah Bardell）、羅伯塔·布萊克曼-伍茲（英语：Roberta Blackman-Woods）、白德生、湯姆·布雷克、嘉良·畢家（英语：Karen Buck）、露芙·卡德伯利（英语：Ruth Cadbury）、瑪莎·德哥杜華（英语：Marsha de Cordova）、朗尼·高雲（英语：Ronnie Cowan (politician)）、尼爾·科伊爾、斯特拉·克雷西、韋恩·大衛、愛瑪·丹特·高德（英语：Emma Dent Coad）、斯特芬·多赫提、罗茜·达菲尔德、喬納森·愛德華斯、保羅·費連尼、占士·費禮傅（英语：James Frith）、露芙·佐治（英语：Ruth George）、斯蒂芬·金尼斯、高珮婷（英语：Preet Kaur Gill）、派翠克·格拉迪、凱特·格林（英语：Kate Green）、莉蓮·格林伍茲（英语：Lilian Greenwood）、莊·高根（英语：John Grogan (politician)）、海倫·熙施（英语：Helen Hayes (politician)）、維拉·何豪思（英语：Wera Hobhouse）、瑪嘉烈·何志（英语：Margaret Hodge）、露柏·克（英语：Rupa Huq）、露芙·鍾斯（英语：Ruth Jones (politician)）、吉特·喬林（英语：Ged Killen）、彼得·凱爾、斌·李克（英语：Ben Lake）、大衛·林韋（英语：David Lammy）、克里夫·路易斯（英语：Clive Lewis (politician)）、凱莉·麥卡輝（英语：Kerry McCarthy）、斯圖爾德·麥克唐納、安娜·麥摩連（英语：Anna McMorrin）、卡露·蒙拿咸（英语：Carol Monaghan）、瑪德蓮·滿（英语：Madeleine Moon）、莱拉·莫兰（英语：Layla Moran）、捷絲·菲臘士（英语：Jess Phillips）、萊德·羅素·伍靄柔（英语：Lloyd Russell-Moyle）、莉茲·薩維爾·羅伯茨（英语：Liz Saville Roberts）、湯米·佘伯德（英语：Tommy Sheppard）、安迪·斯洛特, 施安偉、克里斯·斯蒂芬斯、祖·史提芬思（英语：Jo Stevens）、魏斯·斯特里廷、保羅·斯威尼、加雷斯·托馬斯、亞里臣·刁利思（英语：Alison Thewliss）、斯蒂芬·蒂姆斯、安娜·杜利（英语：Anna Turley）、嘉芙蓮·韋斯特、馬特·衛士頓（英语：Matt Western）、馬田·韋特菲德（英语：Martin Whitfield）、菲臘雅·韋特福（英语：Philippa Whitford）、保羅·威廉斯（英语：Paul Williams (Labour politician)）、丹尼爾·澤茨尼、卡露麗·盧卡斯、艾露珊（英语：Rosena Allin-Khan）、露絲安娜·貝格（英语：Luciana Berger）[58]
7. ↑  內閣制實行前，的而且確有大臣曾被彈劾下台，最為著名的是庫務大臣牛津勳爵（英语：Robert Harley, 1st Earl of Oxford and Earl Mortimer），因為在烏得勒支和約談判中擔任的角色，而被輝格黨在1713年彈劾。[83]

## 外部連結
- 休會典禮圖輯（页面存档备份，存于）

### 法庭判詞
- Joanna Cherry QC MP and Others for Judicial Review [2019] CSOH 68 (30 August 2019)
- Joanna Cherry QC MP and Others for Judicial Review [2019] CSOH 70 (4 September 2019)
- Reclaiming motion by Joanna Cherry QC MP and Others Against the Advocate General [2019] CSIH 49 (11 September 2019)
- R (on the application of Miller) v The Prime Minister [2019] EWHC 2381 (QB) (11 September 2019)
- Raymond McCord, JR83 and Jamie Waring's Applications v The Prime Minister and others [2019] NIHC 78 (QB) (12 September 2019)
- R (on the application of Miller) v The Prime Minister; Cherry and Others v Advocate General for Scotland [2019] UKSC 41 (24 September 2019)